# Rimbusia robusticorpus
Rimbusia robusticorpus är en stekelart som först beskrevs av Heinrich 1934.  Rimbusia robusticorpus ingår i släktet Rimbusia och familjen brokparasitsteklar. Inga underarter finns listade i Catalogue of Life.